# Fastradasage

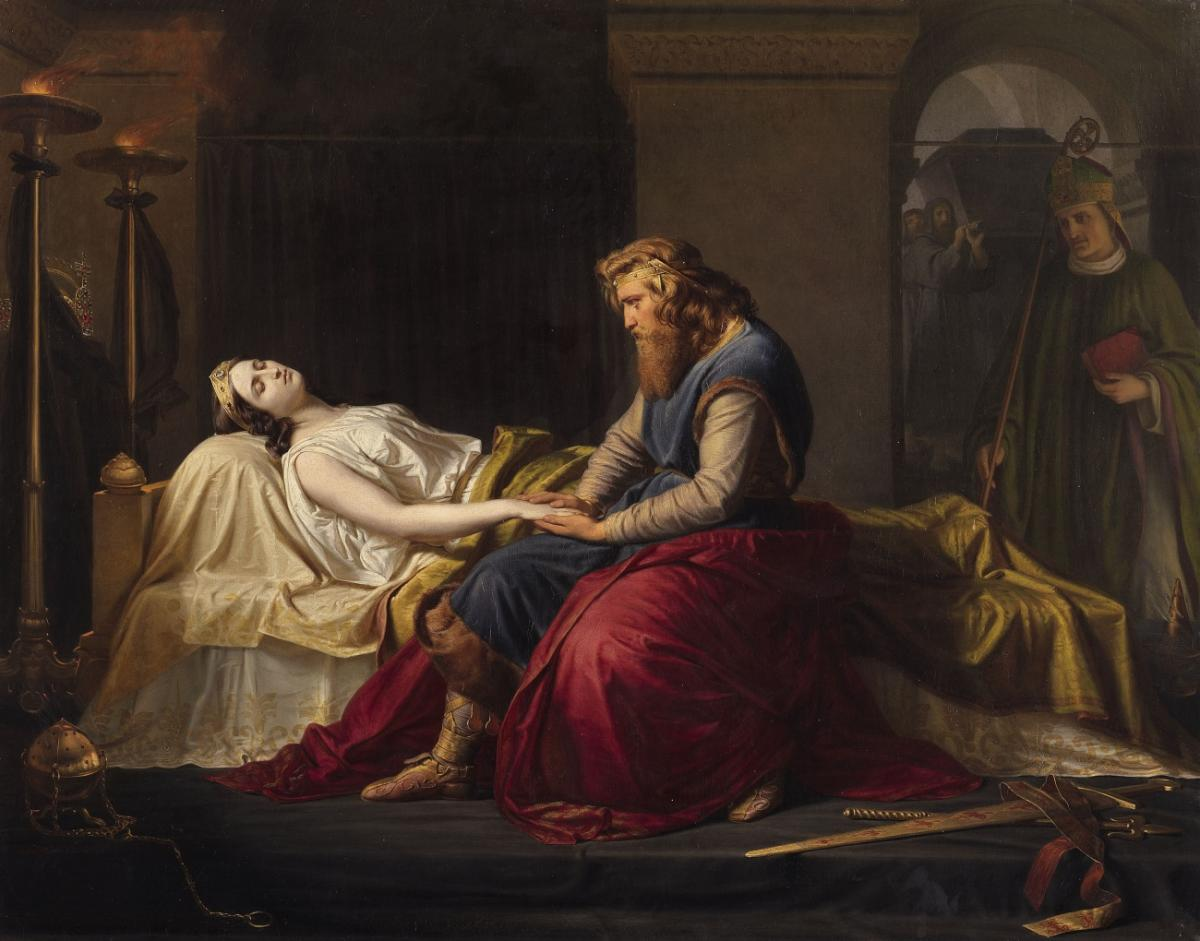
Adolph Ehrhardt: Kaiser Karl trauernd bei seiner verstorbenen Gemahlin Fastrada, 1857

Die Fastradasage geht auf die historische Gestalt der Fastrada, der vierten Ehefrau Karls des Großen, zurück. Die Sage besteht aus zwei Teilen, die teils getrennt voneinander und teils gemeinsam überliefert sind. Der erste Teil erzählt, wie Karl von einer Schlange einen Zauberring oder -stein erhielt, den er seiner Frau Fastrada schenkte. Der zweite Teil erzählt, wie der Ring oder Stein Karl so an Fastrada band, dass er sich auch nach ihrem Tod nicht von ihr trennen konnte.

## Kaiser Karl und die Schlange
Karl ließ bei einem Aufenthalt in Zürich eine Glocke an dem Haus anbringen, in dem er eingekehrt war. Eines Tages läutete die Glocke, aber niemand war zu sehen. Schließlich bemerkte man, dass eine Schlange an dem Glockenstrang zog. Karl folgte der Schlange zu ihrem Nest und sah dort eine dicke Kröte auf den Eiern der Schlange sitzen. Karl ließ die Kröte töten. Einige Tage darauf kam die Schlange wieder zu Karl und ließ einen kostbaren Edelstein in einen Kelch fallen. Karl schenkte den Stein seiner Frau Fastrada. Der Stein hatte eine geheime Kraft in sich, die Karl Fastrada immer mehr lieben ließ.
In anderen Versionen ließ die Schlange einen Ring in den Kelch fallen, oder Karl ließ den Stein in einen Ring fassen und schenkte Fastrada den Ring.

## Der Ring der Fastrada
Karl liebte Fastrada so sehr, dass er auch nach ihrem Tod nicht von ihrer Seite weichen wollte. Nicht einmal als der Leichnam in Verwesung überging, gab Karl ihn zur Bestattung frei. Erzbischof Turpin von Reims hatte den Verdacht, dass eine Zauberei dahinterstecke. Als Karl einmal nicht im Raum war, durchsuchte er den Leichnam der Fastrada. Unter ihrer Zunge fand er einen Ring und nahm ihn an sich. Als Karl zurückkam, befahl er sofort, den Leichnam bestatten zu lassen. Von da an fühlte sich Karl zu Turpin hingezogen. Turpin erkannte, welche Gefahr von dem Ring ausgehen könnte, wenn er einmal in falsche Hände fiele, und warf ihn in einen See bei Aachen. Von da an fühlte sich Karl besonders nach Aachen gezogen, baute dort  eine Königspfalz mit Pfalzkapelle und hielt sich die meiste Zeit dort auf.
Nach einer Variante der Sage fand Turpin den Ring in Fastradas Haar. Nach einer weiteren Variante warf ein (namentlich nicht genannter) Höfling den Stein, den er unter Fastradas Zunge gefunden hatte, in eine der heißen Quellen Aachens.
In einigen Varianten wird der See mit dem Schlossteich der Burg Frankenberg identifiziert oder mit einem ungenannten See, den Karl dann häufig aufsuchte und an dessen Ufer er die Burg Frankenberg errichten ließ.

## Überlieferung
Es ist davon auszugehen, dass die Sage zunächst mündlich überliefert wurde und dabei mehrere Varianten entstanden.
Die Sage von Karl und der Schlange ist in Johann Jakob Scheuchzers 1702 bis 1707 entstandenen Itinera alpina schriftlich festgehalten. Von dort haben die Brüder Grimm sie in ihre Deutschen Sagen aufgenommen.
Francesco Petrarca erzählt die Sage von Fastradas Ring, die er in Aachen als mündliche Überlieferung kennenlernte, in seinen um 1333 entstandenen Epistolae familiares. Diese Fassung der Sage wurde ebenfalls in die Deutschen Sagen der Brüder Grimm aufgenommen.
Unter anderem ist die Sage auch in folgenden Sammlungen überliefert:
- Alfred von Reumont: Aachens Liederkranz und Sagenwelt, 1829[5]
- Alfred von Reumont: Rheinlands Sagen, Geschichten und Legenden, 1837[7]
- Ludwig Bechstein: Deutsches Sagenbuch, 1853[2][8]
- Joseph Müller, Aachens Sagen und Legenden, 1858[6]
- Wilhelm Ruland: Rheinisches Sagenbuch, 1896[3]